# Ons Ideaal
Fanfarekorps Ons Ideaal is gevestigd in Oosterwierum en is opgericht in 1909.

## Bezetting
Het korps bestaat uit zo'n 25 leden, variërend van jong tot oud. Sinds juni 2007 staat het onder leiding van dirigent Menno Haantjes. In het verleden heeft het groottes gekend van nogal uiteenlopende omvang. Zo heeft het ook een tijdlang een jeugdkorps gehad.

## Activiteiten
Het korps verzorgt regelmatig concerten in het dorp, zoals het jaarlijkse kerstconcert en koffieconcert. Ook neemt het korps ongeveer eenmaal per jaar deel aan een concours of fanfare-festival. De vereniging verzorgt ook speciale lessen met het oog op het werven van nieuwe jeugdleden.